# 合剌蛮子
合剌蛮子（?—?），元朝大臣，又名哈剌蛮子，元成宗时中书右丞。
大德四年（1300年）担任中书省参知政事。大德七年（1303年），因为朱清、张瑄贿赂案发，他和平章政事阿鲁浑萨理、段贞、中书左丞迷而火者、参知政事张斯立一起被罢职。不久被起复为参知政事。大德九年（1305年）转任中书省右丞。